# The North
The North fue un equipo canadiense de lucha libre profesional de Impact Wrestling, fue formado por Ethan Page & Josh Alexander. donde fueron Campeones Mundiales en Parejas de Impact en 2 ocasiones. También fueron compitieron en varias promociones en el circuito independiente.
El equipo se formó en 2011 como Monster Mafia en el circuito independiente canadiense y compitió en varias promociones independientes en los Estados Unidos y Canadá ganando numerosos Campeonatos en Parejas, incluido el Campeonatos Mundiales en Parejas de PWG una vez.

## Historia

### Circuito independiente (2011–2021)
Ethan Page y Josh Alexander inicialmente compitieron entre sí en varias promociones independientes hasta que formaron un equipo de etiqueta con el nombre de Monster Mafia e hicieron su debut como equipo de etiqueta al derrotar a 4Saken en un evento Real Championship Wrestling (RCW) No Remorse . Monster Mafia compitió en varias promociones independientes en los Estados Unidos y Canadá. Ganaron sus primeros títulos de equipo de etiqueta el 1 de septiembre de 2013 al derrotar a The Young Bucks para ganar el IWL Tag Team Championship en el evento New Era 8. de la Liga de Lucha Insane (IWL). Llevaron a cabo los títulos durante más de un año antes de perderlos de nuevo ante Young Bucks en New Era 9 el 28 de septiembre de 2014. Derrotaron a The Goat Brigade para capturar el Fringe Pro Wrestling (FPW) Tag Team Championship en The Showdown de FPW. Defendieron con éxito los títulos contra la Brigada de Cabra en Locked and Loaded hasta que los títulos fueron desocupados el 12 de octubre.
North ganaría sus próximos títulos de equipo de etiqueta al derrotar a The Besties in the World y The Crew en un partido a tres bandas en el evento The Wrestling Revolver Afraid of the Dark el 26 de julio de 2019. En el evento de Alpha-1 Wrestling The Purge IV, North ganó un combate de guantelete para ganar el Campeonato A1 Tag Team.

### Ring of Honor (2013–2014)
Monster Mafia hizo su debut en Ring of Honor en su supercard A New Dawn el 28 de septiembre de 2013 en un combate de equipo contra ReDRagon, que perdieron. Monster Mafia haría algunas apariciones esporádicas más para ROH. Aparecieron en el episodio del 26 de julio de 2014 de Ring of Honor Wrestling, donde Page compitió bajo un nuevo nombre de anillo Ethan Gabriel Owens, ya que desafiaron sin éxito a ReDRagon por el Campeonato Mundial de Parejas de ROH. Perdieron en The Decade at Death Before Dishonor XII. En All Star Extravaganza VI, compitieron en un combate de supervivencia de cuatro esquinas contra Decade, el equipo de Moose y RD Evans y el equipo de Caprice Coleman y Takaaki Watanabe , que ganaron Moose y Evans. Este sería el último partido de Monster Mafia en ROH.

### Pro Wrestling Guerrilla (2015)
Monster Mafia debutó para Pro Wrestling Guerrilla en From Out of Nowhere el 27 de febrero de 2015, donde compitieron contra The Young Bucks en un esfuerzo por perder. Monster Mafia hizo su próxima aparición en Don't Sweat The Technique, perdiendo ante Chris Sabin y Matt Sydal. Monster Mafia participó en el torneo DDT4 2015, donde derrotaron al equipo más lindo del mundo, debido a la interferencia de Roderick Strong, para capturar el Campeonato Mundial por equipos en la ronda de cuartos de final y defendieron los títulos contra Beaver Boys en la semifinal. -final, que perdieron. Monster Mafia perdería ante el equipo más lindo del mundo en su última aparición en PWG en Mystery Vortex III: Rock And Shock The Nation. Después del combate por el título, el equipo se separó desde que Alexander se retiró de la lucha profesional.

### Impact Wrestling (2019–2021)
Page se unió a Impact Wrestling en 2017 y compitió brevemente como Chandler Park, el hermano de la historia de Abyss hasta que hizo su nuevo debut como Page en el episodio del 4 de octubre de 2018 de Impact Wrestling. Compitió en la División X durante el otoño de 2018 y principios de 2019 hasta que reunió a Monster Mafia con Josh Alexander en Impact Wrestling. Alexander hizo su debut en Impact en el episodio del 12 de abril de Impact Wrestling junto a Page en un combate por equipos, ya que cambiaron el nombre de su equipo a The North, derrotando a Sheldon Jean y El Reverso en un combate por equipos. En Rebellion, North se unió con Moose derrotar a The Rascalz en un combate por equipos de seis hombres. En el Impact! del 14 de junio, derrotaron a Rob Van Dam & Sabu ganando una oportunidad por los Campeonatos Mundiales en Parejas de Impact! en Bash at the Brewery. En Bash at the Brewery, derrotaron a The Latin American Xchange(Santana & Ortiz) ganando los Campeonatos Mundiales en Parejas de Impact! por primera vez. 2 días después en Slammiversary XVII, derrotaron a The Latin American Xchange(Santana & Ortiz) y a The Rascalz(Dez & Wentz) en un Triple Threat Match Tag Team Match y retuvieron los Campeonatos Mundiales en Parejas de Impact!. En el Impact! emitido el 2 de agosto, derrotaron a The Rascalz(Dez & Wentz) reteniendo los Campeonatos Mundiales en Parejas de Impact!. En Unbreakable, derrotaron a Reno Scum(Adam Thornstowe & Luster The Legend) y a Rich Swann & Willie Mack en una Triple Threat Match Tag Team Match y retuvieron los Campeonatos Mundiales en Parejas de Impact!. En el Impact! emitido el 9 de agosto, derrotaron a Daga & Ortiz reteniendo los Campeonatos Mundiales en Parejas de Impact!. En Cali Combat, derrotaron a Reno Scum(Adam Thornstowe & Luster The Legend) y retuvieron los Campeonatos Mundiales en Parejas de Impact!. En el Impact! emitido el 6 de septiembre, derrotaron a The Latin American Xchange(Santana & Ortiz reteniendo los Campeonatos Mundiales en Parejas de Impact!, lo que resultó en que LAX se viera obligado a abandonar Impact Wrestling. En Victory Road, derrotaron a Fuego del Sol & Retro Randy reteniendo los Campeonatos Mundiales en Parejas de Impact!. En el Impact! emitido el 27 de septiembre, fueron derrotados por Rhino & Rob Van Dam, en un combate no titular. En Bound For Glory, derrotaron a Rhino & Rob Van Dam y a Rich Swann & Willie Mack en una Triple Threat Match Tag Team Match reteniendo los Campeonatos Mundiales en Parejas de Impact!. En Turning Point, derrotaron a Rich Swann & Willie Mack reteniendo los Campeonatos Mundiales en Parejas de Impact!. En el Impact! emitido el 12 de noviembre, derrotaron a Eddie Edwards & Naomichi Marufuji reteniendo los Campeonatos Mundiales en Parejas de Impact!.
Comenzando el 2020, en Bash at the Brewery 2, derrotaron a The Rascalz(Dez & Wentz) y retuvieron los Campeonatos Mundiales en Parejas de Impact!. En Hatd To Kill, derrotaron a Willie Mack en un 2-1 Handicap Match y retuvieron los Campeonatos Mundiales en Parejas de Impact!, debido a que originalmente Rich Swann era el compañero de Mack, sin embargo no pudo competir debido a una lesión. En Sacrifice, derrotaron a The Rascalz(Dez & Wentz) y retuvieron los Campeonatos Mundiales en Parejas de Impact!. En el Impact! emitido el 3 de marzo, fueron derrotados por TJP & Fallah Bahh en un combate no titular, comenzando un corto feudo y en el Impact! emitido el 17 de marzo, derrotaron a Fallah Bahh & TJP reteniendo los Campeonatos Mundiales en Parejas de Impact!, terminando su corto feudo, en el Impact! del 7 de abril, derrotaron a Eddie Edwards & Tessa Blanchard reteniendo los Campeonatos Mundiales en Parejas de Impact!. En el Impact! del 5 de mayo, derrotaron a Egger & Ham reteniendo los Campeonatos Mundiales en Parejas de Impact!, la siguiente semana en Impact! derrotaron a The Smoes y retuvieron los Campeonatos Mundiales en Parejas de Impact!, en el Impact! del 26 de mayo, derrotaron a Cody Deaner & Wheels reteniendo los Campeonatos Mundiales en Parejas de Impact!, en el Impact! del 16 de junio, derrotaron a The Rascalz(Dez & Wentz) y retuvieron los Campeonatos Mundiales en Parejas de Impact!, posteriormente comenzaron un corto feudo contra Ken Shamrock & Sami Callihan. En Slammiversary, derrotaron a Ken Shamrock & Sami Callihan reteniendo los Campeonatos Mundiales en Parejas de Impact!, terminando su feudo, después del combate aparecieron The Motor City Machine Guns(Alex Shelley & Chris Sabin) a retarlos por los Campeonatos Mundiales en Parejas de Impact!. 3 días después en Impact!, fueron derrotados por The Motor City Machine Guns(Alex Shelley & Chris Sabin) perdiendo los Campeonatos Mundiales en Parejas de Impact!, terminando con un reinado de 365 días, comenzando asi un feudo. En el Impact! Emergence, se enfrentaron a The Motor City Machine Guns(Alex Shelley & Chris Sabin) por los Campeonatos Mundiales en Parejas de Impact!, sin embargo perdieron. En Bound For Glory, derrotaron a The Motor City Machine Guns(Alex Shelley & Chris Sabin), The Good Brothers(Doc Gallows & Karl Anderson), Ace Austin & Madman Fulton en una Fatal-4 Way Match ganando los Campeonatos Mundiales en Parejas de Impact!. En Turning Point, fueron derrotados por The Good Brothers(Doc Gallows & Karl Anderson) perdiendo los Campeonatos Mundiales en Parejas de Impact!, terminando su reinado de 21 días.

## Campeonatos y logros
- Alpha-1 Wrestling
  - A1 Tag Team Championship (1 vez)[19]

- Fringe Pro Wrestling
  - FPW Tag Team Championship (1 vez)[20]

- Impact Wrestling
  - Impact World Tag Team Championship (2 veces)[21]
  - IMPACT Year End Awards (2 veces)
    - Tag Team of the Year (2019, 2020)

- Insane Wrestling League
  - IWL Tag Team Championship (1 vez)[22]

- International Wrestling Cartel
  - IWC Tag Team Championship (1 vez)[23]

- Pro Wrestling Guerrilla
  - PWG World Tag Team Championship (1 vez)

- The Wrestling Revolver
  - PWR Tag Team Championship (1 vez)[24]